# 欣索-德利米亚
欣索－德利米亚（西班牙語：Ginzo de Limia），是西班牙加利西亚自治区奥伦塞省的一个市镇。总面积133平方公里，总人口9519人（2001年），人口密度72人/平方公里。